# Charlemagne: The Omens of Death
Charlemagne: The Omens of Death es un álbum de estudio publicado en 2013 por Christopher Lee. Es la secuela del disco Charlemagne: By the Sword and the Cross (2010), y contó con los arreglos de Richie Faulkner y la participación en guitarra del virtuoso Hedras Ramos.
El 27 de mayo de 2012, Lee anunció el lanzamiento del sencillo «Let Legend Mark Me as the King», y afirmó que su próximo disco estaría más enfocado en el heavy metal que en los sonidos sinfónicos de su anterior producción discográfica.

## Lista de canciones
| N.º | Título                           | Duración |  |
| 1.  | «The Portent»                    | 4:29     |  |
| 2.  | «Charles the Great»              | 6:23     |  |
| 3.  | «The Siege»                      | 7:09     |  |
| 4.  | «Massacre of the Saxons»         | 5:41     |  |
| 5.  | «Dawning of a New Age»           | 4:40     |  |
| 6.  | «Let Legend Mark Me as the King» | 5:45     |  |
| 7.  | «The Betrayal»                   | 5:02     |  |
| 8.  | «The Devil's Advocate»           | 4:54     |  |
| 9.  | «The Ultimate Sacrifice»         | 5:09     |  |
| 10. | «Judgement Day»                  | 3:41     |  |

## Créditos

### Cantantes
- Christopher Lee como Carlomagno fantasmagórico
- Vincent Ricciardi como Carlomagno joven
- Phil S.P como Pipino el Breve
- Mauro Conti como Adriano I
- Lydia Salnikova como Hildegarda de Anglachgau
- Gordon Tittsworth como Roldán
- Aaron Cloutier como Lope II de Vasconia
- Daniel Vasconcelos como Oliveros

### Músicos
- Hedras Ramos Jr. – guitarras, composición
- Hedras Ramos Sr. – bajo
- Ollie Usiskin – batería

### Personal adicional
- Richie Faulkner – arreglos
- Marco Sabiu – composición
- Marie-Claire Calvet – letras
- John Wistow – composición, letras